# ストラメノパイル
ストラメノパイル (Stramenopiles) は、鞭毛に３部構造の管状小毛を持つ真核生物の一群である。群の名前もこの小毛に由来する（ラテン語の stramen 麦わら ＋ pilus 毛）。ストラメノパイルは前鞭毛と後鞭毛の2本の鞭毛を持ち、前鞭毛にこの小毛が見られる。不等毛類 (Heterokonta) とも呼ぶ。まれに不等毛植物 (Heterokontophyta) とも呼ぶが、しばしばそれはストラメノパイル（不等毛類）のサブグループを意味する。分類階級は当初は門とされたが、これの下位分類を門とすることもある。
ストラメノパイルには、藻類の一大分類群であり多細胞生物も多いオクロ植物（不等毛植物）が含まれる。オクロ植物の他に、原生動物として知られる太陽虫の仲間の一部や、古くは菌類として扱われていた卵菌・サカゲツボカビ類までを含む多様なグループである。有名な種として、コンブやワカメがある。

## 鞭毛・鞭毛小毛
色素体の有無や細胞外被構造の種類など、ストラメノパイルの細胞構造は様々である。それらの生物をまとめる共有派生形質が、鞭毛に備わった管状小毛（管状マスチゴネマ tubular mastigonemes ; ギリシア語の mastigos 鞭毛 ＋ nema 糸）である。鞭毛全体の形が鳥の羽にも似るため、以前は羽型鞭毛と呼ばれた。鞭毛に小毛を持つ生物はハプト藻、ユーグレナ藻、プラシノ藻など様々な分類群に見られるが、ストラメノパイルの鞭毛小毛には細胞の推進力を逆転するという特異な機能がある。
ストラメノパイルの多くは2本鞭毛であり、前鞭毛（細胞の進行方向に伸ばした鞭毛）に管状小毛が付随している。この小毛は基部・軸部・先端毛から成る3部構成で、軸部の太さは数十nm、全体の長さは最長でも数μm程度である。軸部は「管状」の名の通り軸部が中空になっており、生物によってはこの部分にさらに細かい側毛が生えている。先端毛は1本〜数本で、本数は生物種によって異なっている。小毛の基部は鞭毛に対して柔軟であり、鞭毛打と共に管状小毛も水を掻くように動作する。この小毛の動きが鞭毛本体と逆方向の水流を生み出し、推進力の逆転に寄与していると考えられている。これらの小毛構造は非常に小さい為、観察には透過型電子顕微鏡が必要となる。一方、後鞭毛には管状小毛は付随せず、推進力を逆転する効果は無い。
代表的な不等毛植物である褐藻や珪藻は普段は鞭毛を持たないが、生活環の一部で遊走細胞を生じ、この時小毛のある鞭毛を備える。ストラメノパイルの形態は様々であるが、鞭毛を持つ遊走細胞の形態は共通性が高い。しかしながら Actinophrys sol （タイヨウチュウ）など、生活環を通して遊走細胞期を持たず、従って管状小毛を一切持たないストラメノパイルもいる。

## 上位分類
ストラメノパイルは、アルベオラータ、リザリアと共にSAR（Sar）を形成する。以前は、ストラメノパイル、アルベオラータ、ハプト藻、クリプト藻がクロムアルベオラータ (Chromalveolata) を形成するという説が有力で、2005年には国際原生動物学会 (ISOP) の分類にも採用された。しかし、2009年から2010年の複数の研究で否定され、2012年の分類改定ではSARに取って代わられた。さらに以前は、ストラメノパイルにクリプト藻とハプト藻を加えてクロミスタ (Chromista) とする説もあった。

## 下位分類
ストラメノパイルには、ビギラ Bigyra、偽菌 Pseudofungi、オクロ植物 Ochrophyta（不等毛植物 Heterokontophyta）の3つの系統が認識されている。この3者の間では以下のようにビギラが基部に位置し、偽菌とオクロ植物が互いに近縁である。したがって葉緑体がない「無色ストラメノパイル」（ビギラと偽菌）の中から、多くが葉緑体を持つオクロ植物が派生している。
|  | ビギラ Bigyra |
|  |               |

|  | 偽菌 Pseudofungi                    |
|  |                                     |
|  | オクロ植物（不等毛植物） Ochrophyta |
|  |                                     |

|  | ビギラ Bigyra |
|  |               |

|  | 偽菌 Pseudofungi                    |
|  |                                     |
|  | オクロ植物（不等毛植物） Ochrophyta |
|  |                                     |

ただし、この3つの系統が分岐する周辺には、おそらく従属栄養性生物に由来しMAST (MArine STramenopiles)と呼ばれる非常に多様な環境DNA配列群の存在が知られており、その素性や詳しい系統関係はほとんど明らかになっていない。
系統学を重視した国際原生生物学会 (ISOP) の2019年体系では、偽菌類を1つの系統としてまとめるのではなく、オクロ植物に近縁な系統として並立させている。その一方、リンネ式階級分類を徹底したキャバリエ＝スミスの体系では、ビギラ、偽菌、オクロ植物の3つを門にあてている。

### ビギラ

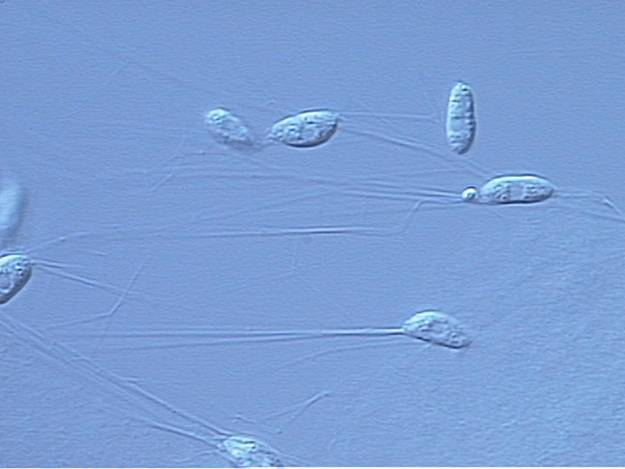
ラビリンチュラ類の1種、Aplanochytrium

ラビリンチュラ類 Labyrinthulomycetes (Labyrinthulea)
紡錘形の細胞が連なり、ベントスとして基物の表面に網目状のコロニーを作る生物。淡水性のものはプランクトン性で、コロニーを作らない。
Labyrinthula ラビリンチュラ、Thraustochytrium ヤブレツボカビ、Diplophrys ディプロフリス 他
ビコソエカ類（ビコエカ類）Bicosoecida
2本鞭毛の鞭毛虫。後鞭毛の使い方が特徴的で、先端を器物に付着させて半固着性の生活を営む種が多い。襟鞭毛虫のようにロリカ（殻）を持つ種もあり、実際に Bicosoeca は古くは襟鞭毛虫類とされていた。属名語尾の「-eca」はその名残りである。
Bicosoeca ビコソエカ、Cafeteria カフェテリア、Pseudobodo シュードボド 他
オパリナ類 Opalinata
カエルおよびオタマジャクシの腸管に寄生する多鞭毛（繊毛として扱う場合もある）の鞭毛虫。遊泳する際に光を反射してオパールのように輝く様子からこの名が付いた。外見はゾウリムシなどの繊毛虫に似るが、系統的には全く別のグループである。2〜8個の偶数の細胞核を持つ。詳しくはオパリナを参照。
Opalina オパリナ、Protoopalina プロトオパリナ 他
ブラストシスチス Blastocystis
1属のみのグループ。
プラシディア類 Placidida
海洋性の鞭毛虫2属2種から成る小さなグループ。細胞の外形としては前述のビコソエカ類に近いが、鞭毛装置構造や18S rRNA系統解析の結果を元に分離されている。
Placidia プラシディア、Wobblia ウォブリア

### 偽菌

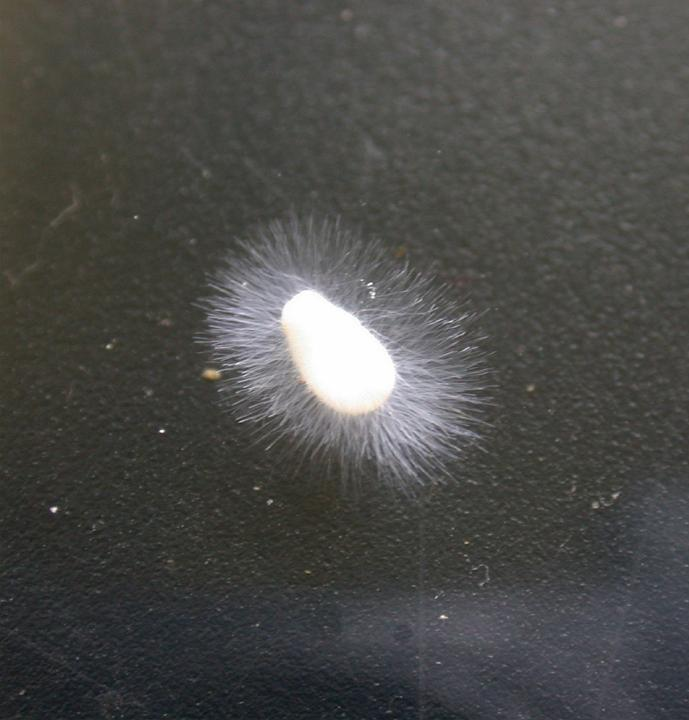
卵菌類ミズカビの仲間であるワタカビのコロニー。

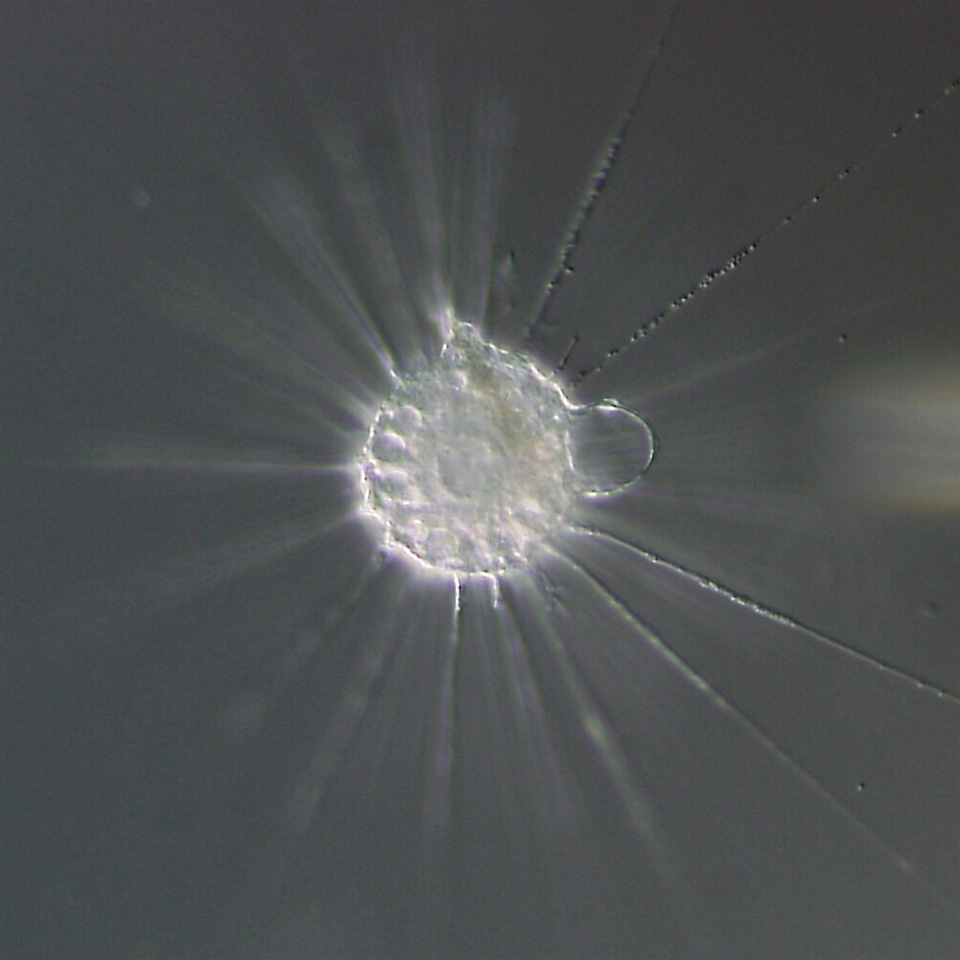
ストラメノパイルの太陽虫 Actinophrys sol

古くは藻菌類などと呼ばれていた菌類的なグループのうち、遊走子が進行方向に対して前方に鞭毛を持つものが含まれている。
卵菌 Peronosporomycetes (Oomycetes)
死んだ金魚などに生える、いわゆるミズカビ等のなかま。
Saprolegnia ミズカビ、Pythium フハイカビ、Peronospora ツユカビ、Phytophthora エキビョウキン 他
サカゲツボカビ類 Hyphochytriales (Hyphochytriomycetes)
土壌中や水中で他の生物に寄生する他、分解者としても働く。前述のミズカビ科の生卵器に寄生するものもある。
Rhizidiomyces サカゲカビ、Hyphochytrium サカゲツボカビ 他
デヴェロパイエラ Developayella
1属のみのグループ。
無殻太陽虫 Actinophryida（アクチノフリス科 Actinophryidae） 
太陽虫として分類されてきた多系統のうち、放射状の軸足（有軸仮足）を伸ばし、他の生物を捕食するグループ。2属のみが知られている。
Actinophrys タイヨウチュウ、Actinosphaerium オオタイヨウチュウ

### 系統不明な無色ストラメノパイル
- Commation
- Pendulomonas
- Siluania

他

### オクロ植物（不等毛植物）

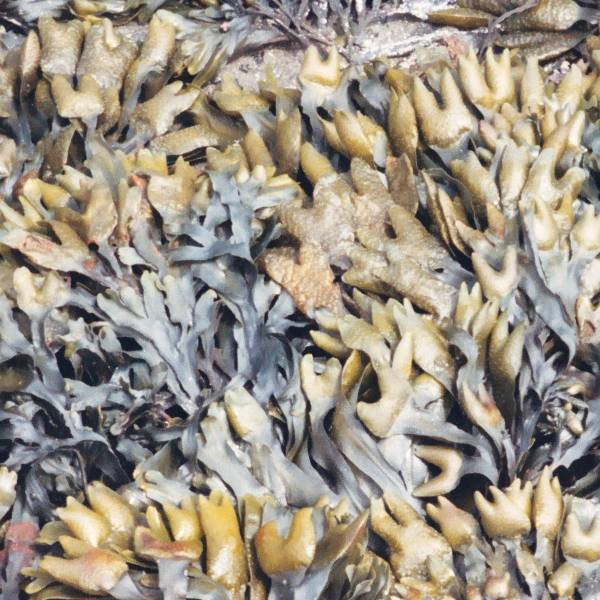
褐藻の仲間のヒバマタ（Fucus distichus）。

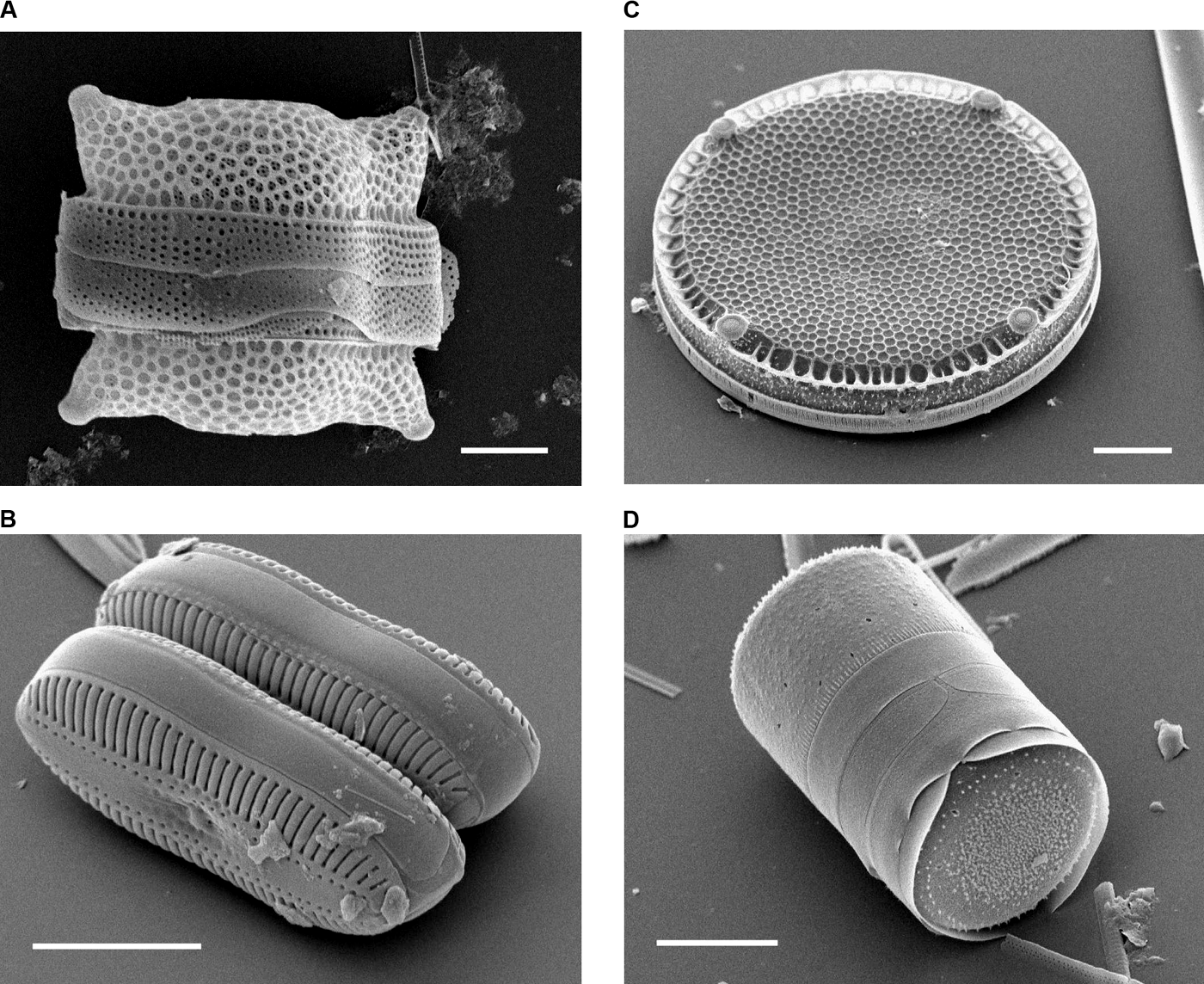
様々な珪藻の走査型電子顕微鏡写真

オクロ植物は、ストラメノパイルのうち葉緑体を持つグループである。不等毛植物とも呼ばれ、古くは黄色植物 (Chrysophyta) とも呼ばれた。
多くは光合成を行う独立栄養生物であるが、一度獲得した葉緑体を二次的に失い、再び従属栄養生活を営む生物も含まれる。
オクロ植物はフェイスタ Phaeista と カキスタ Khakista の2亜門に分類される。それらのメンバーは系統的に修正されたが、単系統性は弱くしか支持されていない。
- フェイスタ Phaeista
  - 黄金色藻 Chrysophyceae
  - 真正眼点藻 Eustigmatophyceae
  - ファエオタムニオン藻 Phaeothamniophyceae
  - ピングイオ藻 Pinguiophyceae
  - ラフィド藻 Raphidophyceae
  - シヌラ藻 Synurophyceae
  - 黄緑藻 Xanthophyceae
  - 褐藻 Phaeophyceae
  - シゾクラディア藻 Schizocladiophyceae
  - クリソメリス藻 Chrysomerophyceae
- カキスタ Khakista
  - ボリド藻 Bolidophyceae
  - ディクチオカ藻 Dictyochophyceae
  - ペラゴ藻 Pelagophyceae
  - 珪藻 Bacillariophyceae (Diatomea)